# Wiktory 2012
28. ceremonia wręczenia Wiktorów za rok 2012 odbyła się 6 kwietnia 2013 roku na Zamku Królewskim w Warszawie. Galę poprowadził Robert Janowski. Podczas uroczystości dwukrotnie zaśpiewał Zbigniew Wodecki.
O statuetki starało się 50 osób.

## Laureaci i nominowani
| Kategoria                                   | Laureat                               | Nominowany                                                                                 | Wręczał                 |
| ------------------------------------------- | ------------------------------------- | ------------------------------------------------------------------------------------------ | ----------------------- |
| Polityk roku                                | Bronisław Komorowski                  | - Anna Grodzka - Władysław Frasyniuk - Ryszard Kalisz - Radosław Sikorski                  | Krzysztof Zanussi       |
| Aktor Telewizyjny                           | Andrzej Grabowski                     | - Maja Ostaszewska - Magdalena Różczka - Małgorzata Socha - Jakub Wesołowski               | Nina Terentiew          |
| Prezenter TV                                | Jarosław Kuźniar                      | - Krzysztof Ibisz - Piotr Kraśko - Joanna Racewicz - Paulina Sykut                         | Anita Werner            |
| Komentator lub Publicysta                   | Przemysław Babiarz                    | - Grzegorz Dobiecki - Jarosław Gugała - Justyna Pochanke - Maciej Woroch                   | Daniel Olbrychski       |
| Osobowość Telewizyjna                       | Marcin Prokop                         | - Tomasz Lis - Kora - Krystyna Mazurówna - Katarzyna Montgomery                            | Włodzimierz Szaranowicz |
| Odkrycie Telewizyjne Roku                   | Kamilla Baar                          | - Aldona Jankowska - Michel Moran - Przemysław Talkowski - Łukasz Jakóbiak                 | Jan Englert             |
| Gwiazda Piosenki i Estrady                  | Aleksandra Kurzak                     | - Patricia Kazadi - Monika Kuszyńska - Maciej Maleńczuk - Czesław Mozil                    | Ilona Łepkowska         |
| Twórca lub Producent Programu Telewizyjnego | Michał Kwieciński                     | - Dorota Kośmicka-Gacke - Elżbieta Jaworowicz - Ewa Leja - Tamara Aagten                   | Andrzej Wajda           |
| Sportowiec Roku                             | - Justyna Kowalczyk - Tomasz Majewski | - Robert Lewandowski - Jerzy Janowicz - Natalia Partyka                                    | Grażyna Torbicka        |
| Wiktor Publiczności                         | Robert Janowski                       | - Artur Andrus - Marcin Prokop - Paulina Sykut - Martyna Wojciechowska                     | Marcin Daniec           |
| Superwiktor                                 | - Danuta Szaflarska - Tadeusz Sznuk   | - Nina Andrycz - Andrzej Grabowski - Janina Paradowska - Adam Pieczyński - Andrzej Seweryn | Bogusław Kaczyński      |
| Super Wiktor Specjalny                      | Michał Heller                         |                                                                                            | Jerzy Baczyński         |